# Rat für die Wiedervereinigung Okinawas mit dem Vaterland
Der Rat für die Wiedervereinigung Okinawas mit dem Vaterland (japanisch 沖縄県祖国復帰協議会 Okinawa-ken Sokoku Fukki Kyōgikai, kurz und im Folgenden 復帰協 Fukkikyō, englisch Reversion Council),  war eine 1952/3 im amerikanisch besetzten Okinawa gegründete Organisation.
Nach einer Umorganisation setzte man sich ab 1960/1 verstärkt für die Schließung der amerikanischen Stützpunkte ein, ein Ziel, das bis heute (Stand: Dezember 2021) nicht erreicht wurde. Nach dem Anschluss Okinawas 1972 arbeitete man noch einige Jahre auf Klärung der ungerechtfertigten Enteignungen usw. hin, bis die formale Auflösung 1977 erfolgte.

## Hintergrund
Die USA hatten sich im §3 des Friedensvertrags von San Francisco das Recht zusichern lassen, die Nansei- und die Bonin-Inseln weiterhin besetzt zu halten.
Die 1952 geschaffene, unter amerikanischem Kuratel stehende „Regierung von Okinawa“ (琉球政府 Ryūkyū Seifu) konnte in allen Punkten von Entscheidungen der immer von einem General geführten amerikanischen Zivilverwaltung (USCAR) überstimmt werden, was auch häufig geschah. Im ersten Jahrzehnt waren alle ihrer Offiziellen ernannt, dann wurde teilweise, sukzessive immer mehr, gewählt. Die Jahre bis 1960 waren geprägt durch autoritäre Militärverwaltung.

## Geschichte
Bereits 1951 begann eine Koalition aus der sozialdemokratischen Okinawa Shakai Taishūtō und der konsequent anti-amerikanischen Okinawa Jinmintō („Okinawa-Volkspartei“) Unterschriften zu sammeln, um die Wiedervereinigung mit Japan zu erreichen. 199.000 Bürger, das waren 72 % der Stimmberechtigten, unterschrieben. Ihr Anliegen wurde aber bei den laufenden Verhandlungen zum Friedensvertrag nicht berücksichtigt.
Formal gegründet wurde die Fukkikyō im Januar 1953. Man verlangte „die Anwendung der japanischen Verfassung auch in Okinawa“. Gemeint war hiermit speziell auch Artikel 9 der japanischen Verfassung.
Getragen wurde die Organisation u. a. von der Lehrergewerkschaft (沖縄教職員会 Okinawa kyōshokuinkai, kurz Okikyōshoku), der Vereinigung der Jugendorganisationen Okinawas (青年連合会 Seinen Rengōkai, kurz Okiseiren) und dem Rat der Gewerkschaft der Beschäftigten des öffentlichen Dienstes und fortschrittlicher politischer Parteien, soweit diese nach dem Red Purge toleriert wurden. Man verstand sich ausdrücklich als überparteilich-neutral (島ぐるみ闘争 shima gurumi tōsō, „Streit zusammen mit den Inseln“). Als Teil der Wiedervereinigungsbestrebungen initiierten die Lehrer auch die Kampagne „Sprecht Hoch-Japanisch!“

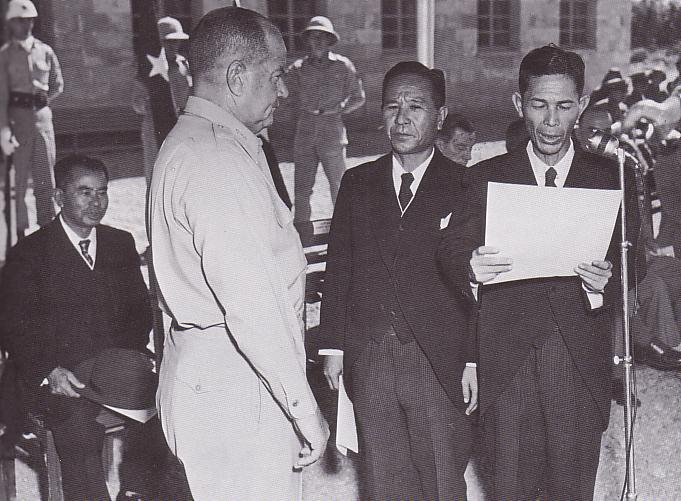
Taira Tatsuo bei seiner Vereidigung am 4. Nov. 1950.

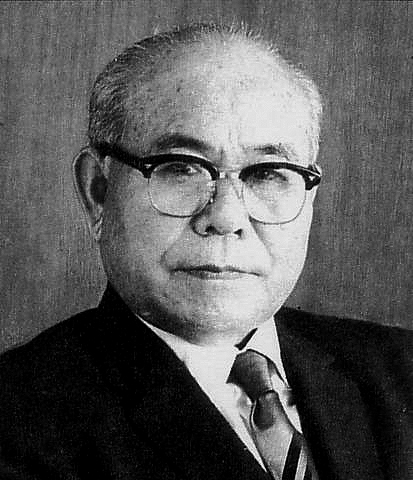
Yara Chōbyō, Mai 1972.

Ebenfalls beitretende Vorläufergruppen waren die 1951 gegründete Nihon fukki sokushin kiseikai (日本復帰促進期成会) und die Okinawa-shotō sokoku fukki kiseikai (沖縄諸島祖国復帰期成会). Erstere wurde von Taira Tatsuo (平良辰雄, 1892–1969) geführt, dem ersten Nachkriegsbürgermeister Okinawas 1945 und frei gewählten Gouverneur zur Zeit der Marineverwaltung 1950. Sein zu unabhängiges Handeln war ursächlich für die Schaffung der US-hörigen „Regierung von Okinawa“ ab 1952.
Der erste Fukkikyō-Vorsitzende wurde der Lehrer Yara Chōbyō (屋良朝苗). Er wurde 1968 der erste und einzige direkt vom Volk gewählte Chief Executive (行政主席 Gyōsei Shuseki) der Regierung von Okinawa. Unter dem Deckmantel, im restlichen Japan Spenden für zerstörte Schulhäuser zu sammeln, propagierte Yara erstmals 1954 in Tokio die Idee der Vereinigung. Die Amerikaner verboten die Überweisung der gesammelten Gelder.
Am 28. April 1952 trat der Friedensvertrag von San Francisco in Kraft. In den Jahren zuvor hatte eine direkte Militärverwaltung der Marine bestanden. Fukkikyō gedachte dem „Tag der Erniedrigung“ mit jährlichen Protestkundgebungen am Tag des Inkrafttretens des Friedensvertrags. Zentral war die Veranstaltung am Kap Hedo (辺戸岬 Hedo-misaki) beim Städtchen Kunigami (国頭).
Nachdem der der Fukkikyō nahestehende Kandidat Tengan Chōkō im April 1953 eine Nachwahl gewonnen hatte, erklärte die USCAR seine Aufstellung für ungültig. Es verwundert nicht, dass zum Höhepunkt der McCarthy-Ära der kommandierende General Ogden die Aktivitäten der Organisation im Januar 1954 als kommunistische Agitation verteufelte. Schikanen setzten sich in den folgenden Jahren fort, so bei der Absetzung des Bürgermeisters von Naha, Senaga Kamejirō (1907–2001), 1957. Die Militärverwaltung USCAR ging 1958–60 massiv und zunächst erfolgreich gegen die Bewegung vor, bis diese durch die Siege der beteiligten Parteien bei den Kommunalwahlen 1961 neuen Auftrieb erhielt.
Obwohl der amerikanische Präsident Kennedy 1962 anerkannt hatte, dass Okinawa Teil Japans sei, zog der Nixon-Sympathisant General Paul Caraway die Schrauben noch einmal an. Bis 1967 zwang die USCAR weiterhin die „Regierung von Okinawa“, sich der Wiedervereinigungsbewegung entgegenzustellen, wo es ging. Erst unter seinen Nachfolgern, General Albert Watson II und Unger, begannen die Amerikaner ernsthaft von Autonomie zu sprechen.
Fukkikyō organisierte 1964 eine größere Demonstration in Tokio und versuchte im folgenden Jahr durch eine Klage vor dem obersten japanischen Gericht die Anwendung der japanischen Verfassung für Okinawa zu erreichen.
Von 1966 bis 75 leitete Nakasone Satoru († 2015) die Organisation. Er war bereits seit 1951 führend in der Vereinigung der Jugendorganisationen tätig. Nach der Rückgabe war Nakasone als Generalsekretär der örtlichen JSP aktiv.

### US-Stützpunkte

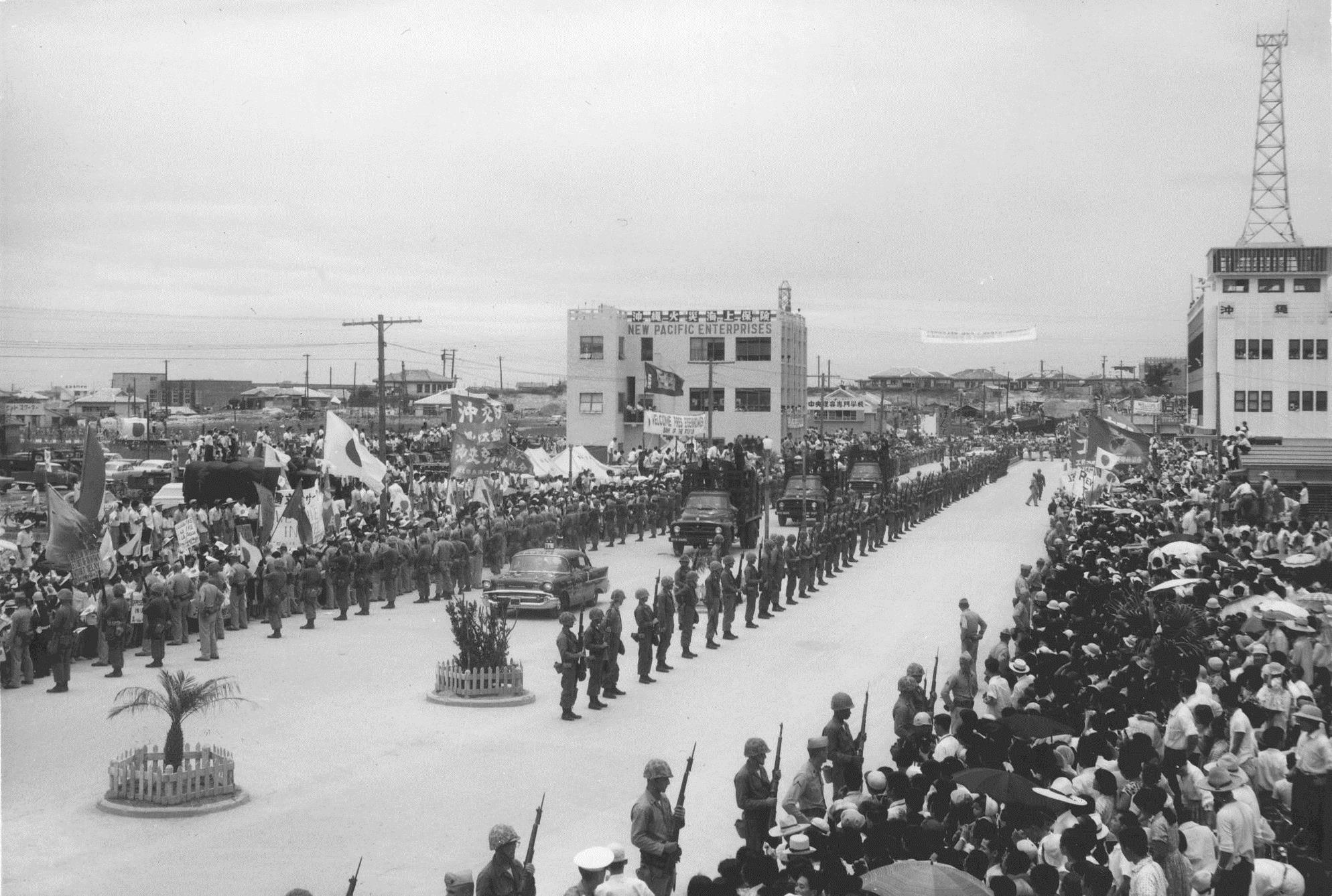
Bereits die Parade bei Ankunft Präsident Eisenhowers 1960 wurde schwer bewaffnet gesichert. Fortlaufende Demonstrationen, die Fukkikyō organisierte, blockierten alle Hauptstraßen und zwangen ihn, für seinen vorgezogenen Abflug über Feldwege zum Flughafen kutschiert zu werden.

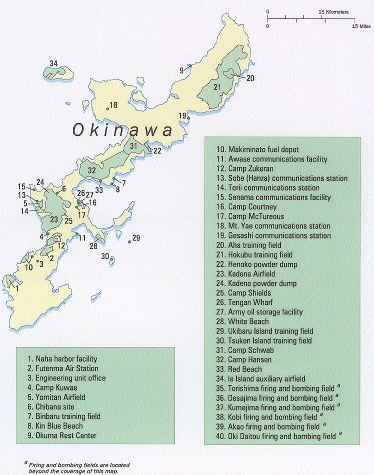
Heutige US-Stützpunkte auf Okinawa. Obwohl sie nur 0,6 % der Landfläche Gesamtjapans ausmachen, sind hier 75 % der amerikanischen Streitkräfte in Japan stationiert.

Seit den Protesten gegen den neuen Sicherheitspakt (AMPO) 1959/60 rückte der Widerstand gegen die US-Stützpunkte in den Vordergrund. Breite Opposition organisierte man gegen die Lagerung von Atombomben und Chemiewaffen wie Agent Orange, die in Vietnam flächendeckend eingesetzt wurden.
Ursächlich waren hierfür aber auch zum einen die willkürlichen Enteignungen der amerikanischen Verwaltung, zum anderen die zahlreichen ungesühnten Autounfälle mit Personenschäden, Vergewaltigungen und Tötungen Einheimischer durch amerikanische Soldaten aus nicht-professionellen Gründen. Erst seit 1992, als ein 12-jähriges Mädchen nach einer Vergewaltigung starb, werden amerikanische Verbrecher regelmäßig der japanischen Justiz ausgehändigt.
Der Luftwaffenstützpunkt Kadena war nicht nur Dreh- und Angelpunkt der amerikanischen Flächenbombardements mit den B-52 in Indochina, sondern auch Durchgangsstation für in den Vietnamkrieg gesandte Soldaten.
Zahlreiche GIs kamen von ihrer „Tour“ in Vietnam verroht und drogensüchtig zurück. Zugleich entluden sich die Rassenspannungen der Zeit ab 1967 immer wieder in Massenschlägereien zwischen dienstfreien weißen und schwarzen Soldaten in den um die Stützpunkte entstandenen Vergnügungsvierteln. Hierbei kamen immer wieder unbeteiligte Einwohner Okinawas zu Schaden, ohne dass ihnen viel Regress möglich war, da Amerikaner als Exterritoriale gemäß dem 1959/60 hart umkämpften U.S.–Japan Status of Forces Agreement vor der örtlichen Gerichtsbarkeit geschützt waren, so wie es NATO-Truppen in der BRD sind.
Im damals noch Kazu genannten Ort, der vor den Toren Kadenas lag und wirtschaftlich vom Stützpunkt abhängig war, kam es am 20. Dezember 1970 zu einer Auseinandersetzung, dem Koza bōdō (コザ暴動, englisch Koza riot), zwischen etwa 5000 Einheimischen und 700 Militärpolizisten, nachdem wieder einmal ein besoffener GI Fahrerflucht begangen hatte. In Folge wurden die Rückgabeverhandlungen beschleunigt fortgeführt.

### Erfolg der Rückgabebemühungen
Gegen die Wiedervereinigungsbemühungen stellten sich die kleinbürgerliche Okinawa-jin no Okinawa o tsukuru kai (沖縄人の沖縄を作る会, wörtlich „Verein, der ein Okinawa der Okinawer aufbaut“) und der Antikommunisten-Verband.
Seit 1967/8 hatte sich in Japan ein breiter politischer Konsens gebildet, dass Okinawa zurückzugewinnen sei. Im November 1969 vereinbarten der japanische Premier Satō Eisaku und Präsident Nixon die Rückgabe der Inseln. Dieses Okinawa Reversion Agreement (沖縄返還協定 Okinawa henkan kyōtei) war von Aichi Kiichi ausgehandelt worden, einem erfahrenen Strippenzieher in vielen Nachkriegskabinetten. Politisch möglich geworden war es durch Nixons „Vietnamisierung“ der Aggression gegen Indochina und den Willen der japanischen Regierung, 535 Millionen US-Dollar (heute 3.954.321.580 US$) an die Amerikaner zu zahlen, die später auf „nur“ 320 Mio. US$ heruntergehandelt werden konnten.
An der formellen Unterzeichnung des Abkommens am 17. Juni 1971 nahm der eingeladene Yara Chōbyō nicht teil, da die Fukkikyō der Ansicht war, dass auf die berechtigten Interessen der Okinawer zu wenig Rücksicht genommen werde, da die Stützpunkte bestehen blieben.